# Mandaloriak
A mandaloriak emberszerű lények George Lucas Star Wars univerzumában, akik eredetileg a Mandalore bolygóról származnak.
Az ötlet először a fehér páncélos „szuperkommandósok” csoportjaként fogalmazódott meg A Birodalom visszavág című filmben, majd végül az ötlet egyetlen fejvadász karakterré fejlődött; Boba Fetté. Habár a filmekben Fettet nem kifejezetten mandaloriként határozták meg, népszerűsége számos, a mandaloriakról szóló alkotást inspirált.
A klónok háborúja, a Lázadók és A Mandalóri című televíziós sorozat további karakterekkel bővítette a mandaloriakat, és a mandaloriakat nem fajként, hanem a mandalori és a közeli világból származó emberek külön etnikai hovatartozásaként jellemzik. Legkülönösebb kulturális jellemzőjük a speciális anyagból, a beszkár nevű fémből készült páncélzat (a beszkár a fénykardnak is ellenáll), ezt a hátukon viselt rakétával és sisakkal egészítik ki, hasonlóan Boba Fett és Jango Fett felszereléséhez.

## Megjelenésük filmekben, videójátékokban

### Filmek
A mandaloriak a A Birodalom visszavág című filmben debütáltak, a fejvadász Boba Fett-tel. 
A karakter szerepelt a Star Wars Holiday Special-ben, A Jedi visszatér és A klónok támadása előzményfilmjeiben.
Jango Fett, Boba Fett apja szintén mandalori fejvadász.

### Televíziós sorozatok

#### A klónok háborúja
A klónok háborúja című animációs sorozat bővítette a mandaloriakról alkotott képet új karakterek bevezetésével, mint például Satine Kryze hercegné. 
A mandaloriak halálfigyelő frakciója Satine megdöntésére és a mandalorok harcos hagyományainak erőszakos helyreállítására törekszik. 
A Mandalore bolygót a mandalori nép otthonaként ábrázolják, amely a Külső Peremen helyezkedik el az azonos nevű szektorban és rendszerben.
Lakott holdja a Concordia nevet viseli, amely egy bányásztelep, ahová a mandalori harcosokat száműzték.
A Mandalore szektorban található Concord Dawn számos mandalori karakternek ad otthont, köztük Jango Fett-nek, és a Védelmezők nevű frakciónak.
A klónok háborújában a Mandalore bolygó nagyrészt lakatlan sivatag, amelyet a sorozat előtt bekövetkezett, jedik elleni háború okozott. 
Az új mandalori nép nagy biodómokba építette városait, például a Sundari nevű fővárost. 
Sundari kialakítása kubista elemekre épül, és az itt található falfestmények pedig Pablo Picasso Guernicáját idézik. A Mandalore bolygó mint „nagy elhagyatott fehér homok bolygó, kocka alakú épületekkel” koncepcióját George Lucas dolgozta ki a fejlesztés korai szakaszában a Klónok háborúja második évadára.  Mivel Sundari nem hasonlított eléggé óriásvárosra, a produkciós csapat kupolává fejlesztette, amin kockák voltak. Filoni megjegyezte, hogy az elhagyatott és kopár megjelenés „egyfajta Möbius által befolyásolt terv volt”. Filoni Boba Fett páncéljának formáit bevetette az ablakokba és az építészet megtervezésébe, úgy érezve, hogy a formák „emblematikusak”, mivel a harcos kultúra olyan erős, hogy beágyazódott az építészetbe is.

#### Lázadók
A Lázadók cselekményének idejére a mandaloriak más világokat is gyarmatosítottak, például a Concord Dawn-t és a Krownes-t. 
A mandaloriak végül kapcsolatba kerültek a Régi Köztársasággal, és harcba szálltak a jedikkel. 
A jedik erő képességeinek láttán a mandaloriak fegyvereket és páncélokat készítettek a jedik ellen. 
A mandaloriak és a jedik közötti ellenségeskedés ellenére Tarre Vizsla lett az első mandalori jedi. Jediként Vizsla megépítette a Sötétkardot, és arra használta, hogy Mand'alorként egyesítse népét. A lázadók történései alatt egy Sabine Wren nevű mandalori, a Vizsla Ház tagja megtalálja a Sötétkardot, miközben Darth Maul ellen harcol. 
Azt remélte, hogy a Sötétkarddal egyesítheti Mandalore-t és visszaszerzi becsületét, de végül létrehozott egy fegyvert, amely megöli a mandaloriaiakat. Visszatérve Mandalore-ra elnyerte elidegenedett édesanyja, Ursa támogatását. Ellentétek alakultak ki köztük, mivel anyja a Birodalomhoz fordult támogatásért. Végül a Wren Ház Sabine oldalára áll, miután ő a Sötétkarddal összegyűjti őket, és fegyvert fog a Saxon klán ellen, amely a Birodalom támogatását élvezi.[forrás?]

#### A Mandalóri
A Galaktikus Polgárháború során a Birodalom valamikor megtámadta a mandaloriakat, és csak néhány klán maradt fenn; ez az esemény a „Nagy Tisztogatás” néven vált ismertté a mandaloriak körében. 
A Mandalóri című televíziós sorozat Din Djarin, mandalori fejvadász és a  Törzs klán tagjának kalandjait követi, amelyet később a Birodalom Maradványai irt ki Gideon Moff vezetésével, aki személyesen vett részt a Nagy Tisztogatásban. 
Az első évad tizenegyedik fejezetében felbukkan Bo-Katan Kryze, aki szerint Din Djarint az Őrség gyermekei nevű klán fogadta be, akik Mandalore útját, és még számos elfeledett mandalori szokást követnek, például, hogy sohase veszik le a sisakjukat mások előtt.

### Legendák
2014 áprilisában a Lucasfilm az 1977 után kiadott licencelt Csillagok háborúja regények, képregények és videojátékok többségét, Star Wars: Legendák néven, kánonon kívülinek nyilvánította. 
A Legendákon belül a „mandalori” név harcosok több csoportjából álló kultúrájához kapcsolódik, akik ragaszkodnak a mandalori szabályaihoz. 
Míg többségük ember, különféle fajok is tartoznak hozzájuk. Mandalore-t eredetileg a Taung faj lakta, akik később átnevezték magukat mandaloriaknak és létrehozták a későbbi nem taung mandaloriak által gyakorolt kultúrát. 
Mandalore nagyrészt elhagyatott pusztaság, eredeti fővárosa, Keldabe pedig egy természetes árokként működő folyónál volt található. Keldabét „anarchikus erődnek” írják le, amelyet eltérő építészeti stílusok jellemeznek.

### Videojátékok
A Star Wars: Knights of the Old Republic című videojátékban, amely nagyjából 4000 évvel az eredeti Csillagok háborúja film előtt játszódik, a mandalori vezető (Nagy Mandalore) uralkodik az összes mandalori klán felett.

## Ismert mandaloriak
- Almec
- Boba Fett
- Bo-Katan Kryze
- Din Djarin
- Fenn Rau
- Gar Saxon
- Jango Fett
- Ketsu Onyo
- Paz Vizsla
- Pre Vizsla
- Rook Kast
- Sabine Wren
- Satine Kryze
- Tiber Saxon
- Ursa Wren

## A mandalori nyelv

A mandalori ábécé

A mandalori nyelv írott formája, amelyet Philip Metschan készített, először a Klónok támadásában, később A klónok háborúja, és a Lázadók című animációs televíziós sorozatban jelent meg. 
Jesse Harlin zeneszerző a beszélt mandalori nyelvformát egy ősi nyelvként kívánta képviselni. Mando'a-nak nevezték el, és Karen Traviss, a Republic Commando regénysorozat szerzője széles körben kibővítette.